# Rete tranviaria di Aarhus
La rete tranviaria di Aarhus (in danese Aarhus Letbane, letteralmente "metropolitana leggera di Aarhus") è un sistema di trasporto pubblico del tipo tram-treno che serve la città danese di Aarhus e la regione circostante.

## Storia
La rete fu progettata per servire la zona di sviluppo urbano di Lisbjerg e la regione circostante verso Odder (26,5 km) e Grenaa (69 km), sul modello di tram-treno dell'agglomerazione di Kassel, in Germania. Il progetto fu guidato da una società di progetto formata dal comune di Aarhus e le autorità regionali, insieme all'azienda di trasporti Midttrafik. 
Gli studi sul progetto furono condotti da Cowi e Systra.
Il 21 dicembre 2017 venne attivata la prima tratta della rete, lunga 6,5 km, fra la stazione centrale e l'ospedale universitario.
Il 25 luglio dell'anno successivo la linea venne prolungata, verso nord fino al nuovo capolinea di Lisbjergskolen, e verso sud fino a Odder, a 27 km di distanza, percorrendo i binari ferroviari.
Il 30 aprile 2019 vennero attivate una diramazione da Lisbjerg Bygade a Lystrup, e una seconda tratta di tram-treno fino a Grenaa, a 70 km di distanza.

## Rete
La rete si compone di due linee:
- L1 Aarhus H - Grenaa
- L2 Odder - Lisbjergskolen / Lystrup

## Materiale rotabile
Sulla rete sono in servizio vetture tipo Stadler Variobahn e Stadler Tango.